# Tomáš Zelenka
Tomáš Zelenka (* 20. listopadu 1975 Litvínov) je bývalý hokejový útočník, který následkem úrazu skončil na invalidním vozíku, nyní je marketingovým ředitelem SK HS Třebíč a reprezentačním trenérem sledge hokeje. S ledním hokejem začal v Litvínově, první zápas odehrál v šesti letech a Litvínov tehdy vyhrál nad Berounem 10:3. V roce 1989 se s Litvínovem zúčastnil turnaje v Kanadě. V Litvínovských mládežnických družstvech působil až do roku 1995.

## Kanadská IHL
V roce 1995 dostal nabídku od svého bývalého spoluhráče Lukáše Gergela, aby za ním přijel vyzkoušet hokej do Kanady. V Kanadě působil v juniorské IHL v klubu Olds Grizzlys nedaleko Calgary. Na základě svých výsledků byl nominován do výběru tamní ligy na mezinárodní turnaj za účasti několika výběrů do 18 let z Evropy, USA a Ruska. V posledním přípravném zápase se zranil a turnaje se nemohl zúčastnit. Přestože měl další nabídky z univerzit, rozhodl se vrátit zpět do ČR.

## Působení v druhé lize
Při návratu bylo jeho záměrem prosadit se v HC Litvínov, kde se neprosadil do základní sestavy, proto odešel s dalšími dvěma mladými spoluhráči do Děčína a odehrál zde celou sezónu. Sezóna 1996/97 byla pro Děčín velmi úspěšná, neboť vyhrál druhou ligu a v baráži se pokoušel o postup do první. Právě na barážových utkáních s Kadaní měla své skauty SK Horácká Slavia Třebíč, která si zde Tomáše Zelenku vyhlédla.

### SK HS Třebíč
Třebíč byla v sezóně 1997/1998 v 1. lize nováček, a proto převažoval spíše defenzívní hokej. S kapitánem Jirkou Olivou vytvořili tandem, který byl tahounem celého kolektivu. Následující sezóna byla velmi zdařilá, padalo hodně branek a Tomáš se na jejich realizaci podílel. I ročník 99/00 byl rozehrán výtečně a po základní části postupovalo mužstvo do play-off ze druhého místa. V té době byl Tomáš dokonce nejúspěšnějším střelcem první ligy.

### Zranění
V sezóně 2000/2001 při čtvrtfinále playoff v zápase s Duklou Jihlava (dne 22. února 2001) došlo ke zranění Tomáše Zelenky, po faulu Mariana Moravy zezadu a sražení na mantinel se hráč ocitl na ledě a následkem zranění ochrnul na dolní polovinu těla. Na konci druhé třetiny byl zezadu sražen na mantinel, kdy po nárazu zůstal ležet na ledě, kdy existovalo podezření na zlomené obratle. Byl odvezen do brněnské úrazové nemocnice, kde byl týž den operován. Bylo mu diagnostikováno poranění míchy a rozdrcený obratel. Marian Morava získal od rozhodčího Arnošta Nečase trest 5 minut + trest do konce zápasu za vražení na hrazení. Třebíčští hráči následně odmítli nastoupit do odvetného zápasu a žádali jeho odložení. Marian Morava byl potrestán odebráním registračního průkazu.